# Kurt Russ
Kurt Russ (Langenwang, 1964. november 23. –) válogatott osztrák labdarúgó, hátvéd, edző.

## Pályafutása

### Klubcsapatban
Az FC Langenwang korosztályos csapatában kezdte a labdarúgást, majd a Kapfenberger SV első csapatban folytatta. 1987 és 1990 között a First Vienna, 1990 és 1994 között a Swarovski Tirol, 1994 és 1998 között a LASK Linz labdarúgója volt.

### A válogatottban
1988 és 1991 között 28 alkalommal szerepelt az osztrák válogatottban. Tagja volt az 1990-es olaszországi világbajnokságon részt vevő csapatnak.

### Edzőként
Az SC Schwanenstadt csapatánál kezdte edzői pályafutását. 2007–08-ban a Vorwärts Steyr vezetőedzőjeként dolgozott. 2010 és 2013 között a Kapfenberger SV második csapatának a szakmai munkáját irányította. 2013-ban a Kapfenberger SV vezetőedzőjének nevezték ki.